# Гласът на Америка
„Гласът на Америка“ (англ. Voice of America, съкр. VOA или VoA) е международна радиоразпръсквателна държавна медийна мрежа, финансирана от Съединените американски щати. Това е най-големият и най-старият международен радио- и телевизионен оператор в САЩ. VOA произвежда цифрово, телевизионно и радиосъдържание на 48 езика, което разпространява до партньорски станции по целия свят. Целевата и основна аудитория на „Гласът на Америка“ е неамериканска, извън границите на САЩ. Към ноември 2022 г. предаванията са достигнали до 326 милиона възрастни на седмица във всички платформи. Финансира се от Американска агенция за глобални медии след одобрение на Конгреса на САЩ.
Радиостанция „Гласът на Америка“ е създадена през 1942 г., а хартата ѝ е подписана през 1976 г. от президента на САЩ Джералд Форд. Седалището на „Гласът на Америка“ е във Вашингтон, окръг Колумбия, и се контролира от Американската агенция за глобални медии (USAGM), независима агенция на правителството на САЩ. Ежегодно се отпускат средства по бюджета за посолствата и консулствата по света. Към 2022 г. „Гласът на Америка“ има седмична световна аудитория от приблизително 326 милиона (спрямо 237 милиона през 2016 г.) и поддържа щат от 961 служители с годишен бюджет от 267,5 млн. щ.д.
„Гласът на Америка“ се възприема от някои слушатели като имаща положително въздействие и служеща като инструмент на американската дипломация, докато други я виждат като американска пропаганда и рупор на правителството на САЩ.
След заповед за съкращаване на финансирането на USAGM, на 14 март 2025 г. почти всички 1300 журналисти, продуценти и асистенти на VOA са пуснати в административен отпуск. Президентската заповед нарежда на ръководителите да „намалят изпълнението... до минималното присъствие и функции, изисквани от закона“. На 15 март 2025 г. много от чуждоезичните предавания на VOA заменят новините и други редовно планирани програми с музика.

## История
Преди Втората световна война всички американски късовълнови радиостанции са в частни ръце. Още преди японската атака срещу Пърл Харбър през декември 1941 г. правителството на САЩ започва да предоставя военни новини на частните американски късовълнови радиостанции чрез своята Служба за чуждестранна информация, в противовес на пропагандната машина на Гьобелс. Службата е оглавявана от драматурга Робърт Е. Шерууд, който е автор на речи на президента Франклин Делано Рузвелт. Именно Шерууд измисля термина „Гласът на Америка“ за късовълновата мрежа, която започва предаванията си на 1 февруари 1942 г. от Ню Йорк.
В средата на 1942 г. е организирана Службата за военна информация (Office of War Information, OWI), която поема дейността на VOA. Гласът на Америка постигна споразумение с British Broadcasting Corporation за споделяне на предаватели на средни вълни във Великобритания и се разширява в Тунис, Северна Африка и в Палермо и Бари, Италия.
До края на войната „Гласът на Америка“ има 39 предавателя в различни части на света и предоставя услуги на 40 езика. Около половината от услугите на VOA, включително услугата на арабски, са преустановени през 1945 г. В края на 1945 г. „Гласът на Америка“ е прехвърлен към Държавния департамент на САЩ.
През 1953 г. „Гласът на Америка“ става част от новата Информационна агенция на САЩ (United States Information Agency, USIA), а през 1954 г. се централата му е преместена във Вашингтон. Появяването на малки евтини транзисторни приемници по-късно позволява значително да се увеличи броят на слушателите на късовълновите предавания.

### Студената война
През 1947 г. „Гласът на Америка“ започва да излъчва за гражданите на СССР, за да противодейства на съветската пропаганда, насочена срещу американските лидери и политики. Съветският съюз отговаря, като започва електронно заглушаване на предаванията на „Гласа на Америка“ на 24 април 1949 г. Първите предавания са на руски език, през 1949 г. започват предаванията на украински, през 1951 г. – на литовски, латвийски, естонски, грузински, арменски, азербайджански, по-късно – и на други езици.
Първите предавания на български език се осъществяват през октомври 1942 г. от радиоцентъра в Ню Йорк на Службата за военна информация. След войната програмите на „Гласът на Америка“ започват с думите: „Говори Ню Йорк! Америка зове България!“. Включени са предаватели в Танжер (Мароко) и на средни вълни в Солун (Гърция). През 60-те и 70-те години радиото излъчва на къси вълни на български език от предавателни центрове в Германия, Португалия, Испания. През 1972 г. е пуснат предавател край Кавала, Гърция, чрез който програмите на „Гласът на Америка“ на български език се излъчват ежедневно на средни вълни 792 kHz.
По време на социализма „Гласът на Америка“, наред с радиостанциите Свободна Европа и BBC, е един от източниците на информация за събитията по света. Властите заглушават предаванията, но хората успяват да ги слушат, въпреки че това изисква много усилия и внимание. Заглушаването спира с настъпването на „перестройката“.
От 1974 г. в българската редакция работи журналистката Мария Атанасова (Мери Акрабова), през 1987 – 92 г. член на редакцията е Анастасия Димитрова-Мозер, в следващите години тук са Камен Богданов, Виктор Андреев, Михаил Глухов. Повече от 30 години отец Георги Николов завежда религиозната рубрика на „Гласът на Америка“. Кореспондент от София дълги години е Петър Софрониев.

### След 1991 г.
На 16 април 1991 г. „Гласът на Америка“ започва излъчване на УКВ 97,6 MHz в София. Постепенно местните предавания се увеличават и на 7 януари 1993 г. в ефир излиза програмата на радио „Витоша“, а по-късно са открити и няколко регионални радиостанции в страната, предаващи „Гласът на Америка“, с което е основана радиоверигата VOA в България. През 2003 г. американският конгрес решава да закрие българската редакция на „Гласът на Америка“. Последното предаване на български език е излъчено на 27 февруари 2004 г.
От 21 февруари 2011 г. българската информационна радиомрежа „Фокус“ започва ежедневно излъчване на информационни емисии на „Гласът на Америка“ английски език.
През 1994 г. „Гласът на Америка“ става първата новинарска организация в света, която предлага непрекъснато актуализирани програми в Интернет.

## Езици
Към 2014 г. уебсайтът на „Гласът на Америка“ има пет излъчвания на английски език и на още 48 чужди езика.